# Cristián Marcelo Álvarez
Cristián Marcelo Álvarez  (Trenque Lauquen, Buenos Aires, 28 de septiembre de 1992) es un futbolista argentino. Juega como volante ofensivo y actualmente se encuentra jugando en el Cúcuta Deportivo, club de la segunda división de Colombia, llamada Torneo Betplay, por la casa de apuestas que patrocina el fútbol profesional de dicho país.

## Trayectoria
Cristián Marcelo Álvarez, apodado Jopito, nació en Trenque Lauquen, Provincia de Buenos Aires, Argentina y se desempeña como mediocampista central, su pase pertenece a Boca Juniors.

### Boca Juniors
Surgió de las categorías inferiores de Boca Juniors, donde debuta en Primera División el 20 de mayo de 2012, cuando el DT Julio César Falcioni lo hizo ingresar a los 43 minutos del segundo tiempo en lugar de Pablo Mouche, en el partido que Boca disputó frente a Racing y que lo terminó ganando 0-2. También tuvo un muy buen desempeño en su segundo partido en Boca contra Rosario Central por los cuartos de final de la Copa Argentina, donde ingresaría a los 20 minutos del segundo tiempo en lugar de Cristian Erbes. Ese partido terminaría empatado 1-1 y se definiría por penales en donde el xeneize logró ganarlo por 4-2.
Su primer gol lo convirtió el 29 de julio de 2012 en un amistoso frente a Deportivo Anzoátegui, y en ese mismo año siendo parte del plantel que se quedó con la Copa Argentina disputando la final frente a Racing. Pese a mostrar condiciones, su participación en el primer equipo xeneize fue relegada, obligando al jugador a optar por irse a préstamo.

### All Boys
En All Boys se volvió a encontrar con el DT Julio César Falcioni, a pedido del técnico que lo llevó a primera. En total sumó 10 partidos en toda la temporada 2013-2014, sumando experiencia aunque sin terminar de conformar. Luego de que terminara la cesión tuvo que regresar a Boca Juniors, pero al ver que no sería tenido en cuenta por el técnico Carlos Bianchi, Álvarez decidió por buscar una vez más la continuidad, esta vez fuera de su país.

### Deportes Antofagasta
El año 2014 el jugador es cedido a Deportes Antofagasta de Chile donde se le asignó la camiseta 22, es considerado por el cuerpo técnico y los hinchas del elenco del norte como uno de los pilares fundamentales del mediocampo en su equipo para zafar del descenso. "Un interesante jugador de bastantes condiciones técnicas, que ilusiona a los seguidores pumas".

## Clubes
Actualizado al último partido disputado el 26 de agosto de 2023.
| Club                 | País          | Años            | Partidos | Goles |
| -------------------- | ------------- | --------------- | -------- | ----- |
| Boca Juniors         | Argentina     | 2011-2012       | 5        | 0     |
| All Boys             | Argentina     | 2013-2014       | 10       | 0     |
| Deportes Antofagasta | Chile         | 2014-2015       | 16       | 0     |
| Palestino            | Chile         | 2016            | 3        | 0     |
| Cúcuta Deportivo     | Colombia      | 2017-2018       | 38       | 12    |
| Villa Dálmine        | Argentina     | 2018            | 9        | 1     |
| América de Cali      | Colombia      | 2019            | 30       | 3     |
| Deportivo Pasto      | Colombia      | 2020            | 17       | 3     |
| Deportivo Binacional | Perú          | 2021            | 9        | 0     |
| Nacional Potosí      | Bolivia       | 2021-2022       | 54       | 16    |
| Oriente Petrolero    | Bolivia       | 2023.           | 10       | 0     |
| Cúcuta Deportivo     | Colombia      | 2024-Actualidad | 3        | 0     |
| Total carrera        | Total carrera | Total carrera   | 204      | 35    |

## Palmarés

### Campeonatos nacionales
| Título         | Equipo          | País      | Año     |
| -------------- | --------------- | --------- | ------- |
| Copa Argentina | Boca Juniors    | Argentina | 2011-12 |
| Primera A      | América de Cali | Colombia  | 2019-II |